# Arne Dankers
Arne Dankers (Ottawa (Ontario), 1 juni 1980) is een Canadees langebaanschaatser.

## Biografie
Dankers verhuisde op zijn tweede naar Calgary. De ouders van Arne Dankers, Peter Dankers en Marja Verhoef, zijn beide geboren in Nederland en in 1980 naar Canada geëmigreerd. Naast het schaatsen studeerde hij Elektrotechniek aan de Universiteit van Calgary. Vanaf het seizoen 2001-2002 maakt hij deel uit van het nationale team langebaanschaatsen.
Dankers was lid van het Canadese ploegenachtervolgingsteam dat in Calgary op 12 november 2005 het wereldrecord op 3.39,69 bracht. Met zijn teamgenoten Denny Morrison en Steven Elm won hij een zilveren medaille bij de ploegenachtervolging op de Olympische Winterspelen 2006 in Turijn.
Dankers nam vijf keer deel aan het Continentaal kampioenschap voor Noord-Amerika & Oceanië, het kwalificatietoernooi voor het WK Allround. In 2004 en 2005 werd hij zesde. In 2006 en 2007 werd hij tweede. In 2008 werd hij vierde. Hij kwalificeerde zich elke keer voor het WK Allround, waar hij in 2008 verstek liet gaan.
Tot 25 oktober 2014 was hij nationaal recordhouder op de 10 kilometer, toen landgenoot Ted-Jan Bloemen dit verbeterde naar 13.07,38.

## Persoonlijk
Dankers is getrouwd met schaatsster Kerry Simpson.

## Records

### Persoonlijke records
| Afstand      | Tijd     | Datum            | Baan           |
| ------------ | -------- | ---------------- | -------------- |
| 500 meter    | 37,58    | 28 december 2007 | Calgary        |
| 1000 meter   | 1.11,08  | 25 november 2005 | Calgary        |
| 1500 meter   | 1.44,01  | 16 november 2007 | Calgary        |
| 3000 meter   | 3.41,96  | 29 oktober 2005  | Calgary        |
| 5000 meter   | 6.14,01  | 19 november 2005 | Salt Lake City |
| 10.000 meter | 13.10,58 | 4 december 2005  | Heerenveen     |

### Wereldrecords
| Nr. | Afstand       | Tijd     | Datum            | Baan    |
| --- | ------------- | -------- | ---------------- | ------- |
| 1.  | Achtervolging | 3.39,69* | 12 november 2005 | Calgary |

* samen met Denny Morrison en Steven Elm

## Resultaten
| Jaar | CK N-Amerika | WK Allround | WK Afstanden                                  | Olympische Spelen                                | Wereldbeker          | WK Junioren |
| ---- | ------------ | ----------- | --------------------------------------------- | ------------------------------------------------ | -------------------- | ----------- |
| 1997 |              |             |                                               |                                                  |                      | NC33        |
| 1998 |              |             |                                               |                                                  |                      | 16e         |
| 1999 |              |             |                                               |                                                  |                      | 13e         |
| 2000 |              |             |                                               |                                                  |                      |             |
| 2001 |              |             |                                               |                                                  |                      |             |
| 2002 |              |             |                                               |                                                  | 27e 5k/10k           |             |
| 2003 |              |             | 20e 5000m                                     |                                                  | 40e 5k/10k           |             |
| 2004 | 6e           | NC15        | 16e 1500m 24e 5000m                           |                                                  | 26e 5k/10k           |             |
| 2005 | 6e           | NC17        | 6e 5000m 15e 10000m 5e achtervolging          |                                                  | 39e 1500m 11e 5k/10k |             |
| 2006 | Zilver       | NC17        |                                               | 17e 1500m · 5e 5000m · 9e 10000m · achtervolging | 6e 5k/10k            |             |
| 2007 | Zilver       | 12e         | 4e 5000m · 4e 10000m · achtervolging          |                                                  | 28e 1500m 8e 5k/10k  |             |
| 2008 | 4e           |             | 13e 1500m 6e 5000m 7e 10000m 4e achtervolging |                                                  | 15e 1500m 9e 5k/10k  |             |

NC# = niet gekwalificeerd voor de laatste afstand, maar wel als # geklasseerd in de eindrangschikking

### Medaillespiegel
| Kampioenschap              | Goud · | Zilver · | Brons · |
| -------------------------- | ------ | -------- | ------- |
| CK Noord-Amerika & Oceanië | 0      | 2        | 0       |
| Olympische Spelen          | 0      | 1        | 0       |
| WK Afstanden               | 0      | 1        | 0       |